# Гексаиодоплатинат(IV) калия
Гексаиодоплатинат(IV) калия — неорганическое соединение, 
комплексный иодид калия и платины
с формулой K2[PtI6],
чёрные кристаллы,
легко растворяется в воде.

## Получение
- Обменная реакция гексахлороплатината(IV) калия и иодида калия:

{\displaystyle {\mathsf {K_{2}[PtCl_{6}]+6KI\ {\xrightarrow {}}\ K_{2}[PtI_{6}]+6KCl}}}

## Физические свойства
Гексаиодоплатинат(IV) калия образует чёрные кристаллы.
Легко растворяется в воде,
не растворяется в этаноле.

## Химические свойства
- Вступает в обменную реакцию с цианистым калием с образованием гексацианоплатината(IV) калия:

{\displaystyle {\mathsf {K_{2}[PtI_{6}]+6KCN\ {\xrightarrow {}}\ K_{2}[Pt(CN)_{6}]+6KI}}}